# Rustroff
Rustroff – miejscowość i gmina we Francji, w regionie Grand Est, w departamencie Mozela.
Według danych na rok 1990 gminę zamieszkiwało 550 osób, a gęstość zaludnienia wynosiła 170 osób/km² (wśród 2335 gmin Lotaryngii Rustroff plasuje się na 561. miejscu pod względem liczby ludności, natomiast pod względem powierzchni na miejscu 1157.).